# 中华耳蕨
中华耳蕨（学名：Polystichum sinense）为鳞毛蕨科耳蕨属下的一个种。

## 扩展阅读
- 維基物種上的相關：中华耳蕨